# 乃木館
25°02′28″N 121°30′35″E / 25.041231°N 121.509680°E

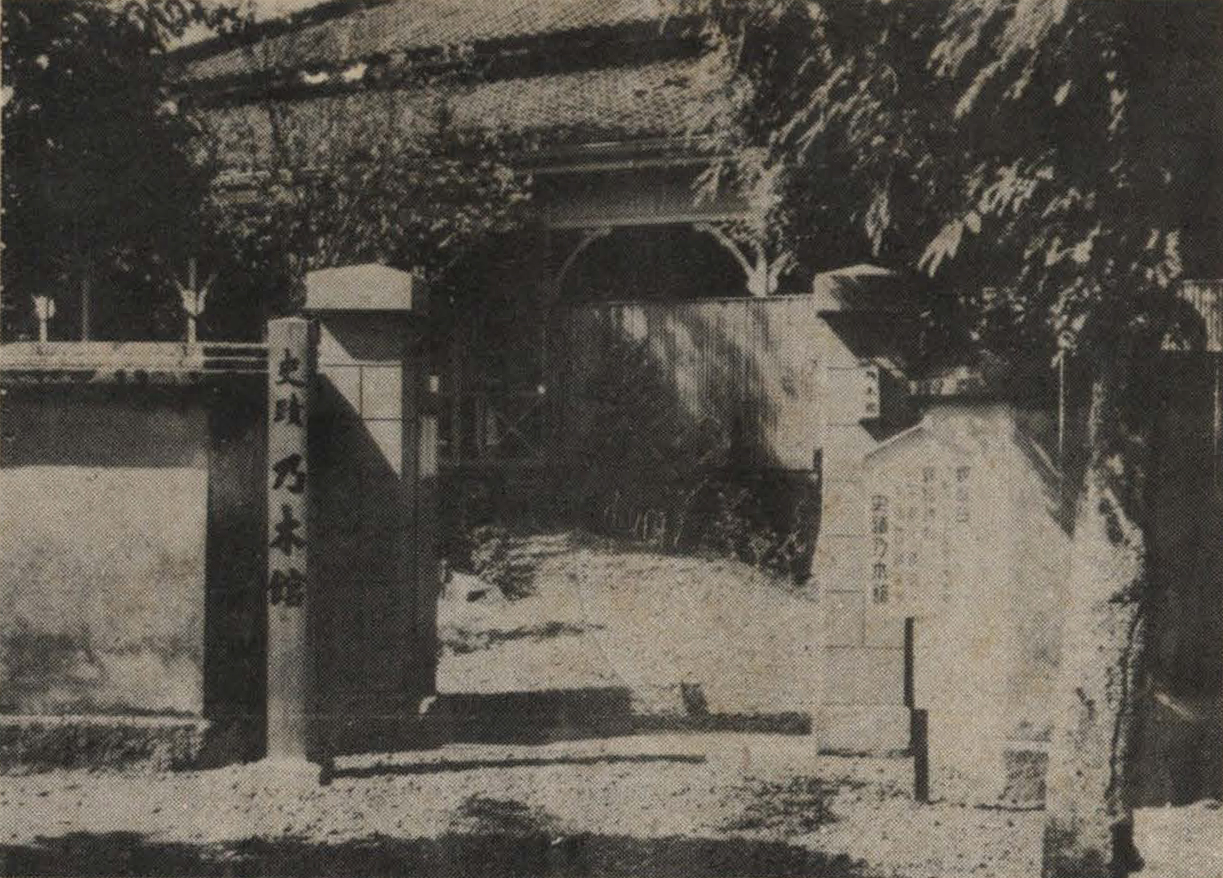
乃木館，入口處有史蹟之告示牌

乃木館為台灣日治時期位於台北市乃木町的一棟建築，曾作為日治初期的臺灣總督官邸，後來為了紀念乃木希典，而被命名為「乃木館」，此建築於二戰後拆除。

## 介紹
乃木館的建築最初為臺灣清治時期的番學堂，其在日治初期1895年8月作為台灣總督官邸，前幾任的台灣總督如樺山資紀、桂太郎、乃木希典和兒玉源太郎（另建有南菜園別墅）皆曾居住於此，直到兒玉總督在1899年開始規劃興建新的總督官邸（今臺北賓館）、並在1901年完工後，此建築先後由臺灣守備混成旅團司令部、臺灣第一守備隊司令部等單位使用。這些單位在1921年遷出後，經改建並命名為「乃木館」，以紀念乃木希典。乃木館在1941年6月14日被指定為臺灣史蹟名勝天然紀念物的史蹟保存。在使用此建築的歷任總督中，以乃木希典的使用時間最長（1896年10月至1898年2月），其於1896年10月擔任台灣總督時，與其妻子乃木靜子及母親乃木壽子偕同來台灣，並居住在此總督官邸。然而，其母在後來罹患瘧疾，在乃木總督上任的同年12月即在此建築病逝，並依其遺願安葬在台灣（台北市三橋町的墓地，今林森公園）。
乃木館的地址為台北市乃木町一丁目1-2番地，與臺北偕行社位於同個街廓。乃木館在二戰後拆除，改建為婦聯總會之辦公室。此街廓在2007年改為臺北地方法院寶慶院區，並在此挖掘發現了番學堂遺跡。